# Álex Quiñónez
Álex Quiñónez (ur. 11 sierpnia 1989 w Esmeraldas, zm. 22 października 2021 w Guayaquil) – ekwadorski lekkoatleta specjalizujący się w biegach sprinterskich. Brązowy medalista mistrzostw świata, czterokrotny mistrz Ameryki Południowej, dwukrotny złoty medalista mistrzostw ibero-amerykańskich, uczestnik igrzysk olimpijskich w Londynie.

## Życiorys
Debiutował w 2009 roku podczas rozgrywanych w Hawanie zawodów lekkoatletycznych, w żadnych z występów nie osiągnął większego sukcesu. Był uczestnikiem mistrzostw Ameryki Południowej w Buenos Aires, na których zawody w konkurencji biegu na 200 m zakończył na 6. pozycji w fazie eliminacji, natomiast zawody w biegu sztafetowym 4 × 100 m zakończył na 5. pozycji w fazie finałowej. Uczestniczył w igrzyskach panamerykańskich rozgrywanych w Guadalajarze – w biegu na 200 m awansował do finału i zajął 6. pozycję, w biegu sztafetowym 4 × 100 m zaś ekwadorski zespół z jego udziałem awansował do finału i zajął 5. pozycję. Na mistrzostwach ibero-amerykańskich w Barquisimeto wywalczył trzy medale – złoty w biegu na 100 i 200 m oraz brązowy w sztafecie 4 × 100 m.
Był reprezentantem Ekwadoru na letnich igrzyskach olimpijskich w Londynie. Brał udział w zawodach w konkurencji biegu na 200 m – awansował do finału, gdzie ostatecznie uplasował się na 7. pozycji z czasem 20,57.
W 2013 zdobył dwa złote medale mistrzostw Ameryki Południowej, w konkurencji biegu na 100 i 200 m. W tym samym roku zadebiutował w seniorskich mistrzostwach świata rozgrywanych w Moskwie, na których w konkurencji biegu na 100 m odpadł w eliminacjach, zajmując 7. pozycję, natomiast w konkurencji biegu na 200 m odpadł w fazie półfinałowej, zajmując w niej 6. pozycję. Brał udział w igrzyskach boliwaryjskich w Trujillo, na nich wywalczył cztery medale (złoto w biegu na 100 i 200 m, srebro w sztafecie 4 × 100 m, brąz w sztafecie 4 × 400 m). Rok później został dwukrotnym medalistą igrzysk Ameryki Południowej (zdobył srebrny medal w biegu na 200 m i brązowy medal w biegu na 100 m).
W 2015 do swej kolekcji dorzucił trzy kolejne medale mistrzostw Ameryki Południowej, wywalczył bowiem złoty medal w biegu na 200 m i biegu sztafetowym 4 × 100 m oraz srebrny medal w biegu na 100 m. Uczestniczył również w mistrzostwach świata w Pekinie, gdzie występ w konkurencji biegu na 200 m zakończył już w fazie eliminacji (został zdyskwalifikowany). W 2018 wywalczył w czasie igrzysk Ameryki Południowej złoty medal w biegu na 200 m, jak również srebrny medal w biegu na dystansie 100 m. Rok później zaś został złotym medalistą igrzysk panamerykańskich w konkurencji biegu na 200 m oraz brązowym medalistą mistrzostw świata w tej samej konkurencji.
Medalista mistrzostw Ekwadoru, mistrzostw Kuby oraz igrzysk narodowych.
Quiñónez został zastrzelony na ulicach Guayaquli. Miał 32 lata.

## Osiągnięcia
| Rok     | Zawody                          | Miasto              | Miejsce | Kategoria          | Wynik   |
| ------- | ------------------------------- | ------------------- | ------- | ------------------ | ------- |
| 2011    | Mistrzostwa Ameryki Południowej | Buenos Aires        | 6. H    | bieg na 200 m      | 21,57   |
| 2011    | Mistrzostwa Ameryki Południowej | Buenos Aires        | 5.      | sztafeta 4 × 100 m | 41,90   |
| 2011    | Igrzyska panamerykańskie        | Guadalajara         | 6.      | bieg na 200 m      | 20,86   |
| 2011    | Igrzyska panamerykańskie        | Guadalajara         | 5.      | sztafeta 4 × 100 m | 39,76   |
| 2012    | Mistrzostwa ibero-amerykańskie  | Barquisimeto        | 1.      | bieg na 100 m      | 10,33   |
| 2012    | Mistrzostwa ibero-amerykańskie  | Barquisimeto        | 1.      | bieg na 200 m      | 20,34   |
| 2012    | Mistrzostwa ibero-amerykańskie  | Barquisimeto        | 3.      | sztafeta 4 × 100 m | 40,83   |
| 2012    | Mistrzostwa ibero-amerykańskie  | Barquisimeto        | 5.      | sztafeta 4 × 400 m | 3:09,48 |
| 2012    | Letnie igrzyska olimpijskie     | Londyn              | 7.      | bieg na 200 m      | 20,57   |
| 2013    | Mistrzostwa Ameryki Południowej | Cartagena de Indias | 1.      | bieg na 100 m      | 10,22   |
| 2013    | Mistrzostwa Ameryki Południowej | Cartagena de Indias | 1.      | bieg na 200 m      | 20,44   |
| 2013    | Mistrzostwa Ameryki Południowej | Cartagena de Indias | 4.      | sztafeta 4 × 100 m | 40,11   |
| 2013    | Mistrzostwa Ameryki Południowej | Cartagena de Indias | 4.      | sztafeta 4 × 400 m | 3:15,61 |
| 2013    | Mistrzostwa świata              | Moskwa              | 7. H    | bieg na 100 m      | 10,50   |
| 2013    | Mistrzostwa świata              | Moskwa              | 6. SF   | bieg na 200 m      | 20,55   |
| 2013    | Igrzyska boliwaryjskie          | Trujillo            | 1.      | bieg na 100 m      | 10,52   |
| 2013    | Igrzyska boliwaryjskie          | Trujillo            | 1.      | bieg na 200 m      | 20,47   |
| 2013    | Igrzyska boliwaryjskie          | Trujillo            | 2.      | sztafeta 4 × 100 m | 39,62   |
| 2013    | Igrzyska boliwaryjskie          | Trujillo            | 3.      | sztafeta 4 × 400 m | 3:12,19 |
| 2014    | Igrzyska Ameryki Południowej    | Santiago            | 3.      | bieg na 100 m      | 10,39   |
| 2014    | Igrzyska Ameryki Południowej    | Santiago            | 2.      | bieg na 200 m      | 20,66   |
| 2014    | Igrzyska Ameryki Południowej    | Santiago            | 5.      | sztafeta 4 × 100 m | 40,41   |
| 2015    | Mistrzostwa Ameryki Południowej | Lima                | 2.      | bieg na 100 m      | 10,43   |
| 2015    | Mistrzostwa Ameryki Południowej | Lima                | 1.      | bieg na 200 m      | 20,76   |
| 2015    | Mistrzostwa Ameryki Południowej | Lima                | 1.      | sztafeta 4 × 100 m | 39,94   |
| 2015    | Igrzyska panamerykańskie        | Toronto             | 8. SF   | bieg na 200 m      | 20,81   |
| 2015    | Mistrzostwa świata              | Pekin               | DSQ H   | bieg na 200 m      | N/A     |
| 2017    | Mistrzostwa Ameryki Południowej | Asunción            | 4.      | sztafeta 4 × 100 m | 40,61   |
| 2018    | Igrzyska Ameryki Południowej    | Cochabamba          | 2.      | bieg na 100 m      | 10,09   |
| 2018    | Igrzyska Ameryki Południowej    | Cochabamba          | 1.      | bieg na 200 m      | 19,93   |
| 2018    | Puchar Interkontynentalny       | Ostrawa             | 3.      | bieg na 200 m      | 20,36   |
| 2019    | Diamentowa Liga                 | Doha                | 2.      | bieg na 200 m      | 20,19   |
| 2019    | IAAF World Relays               | Jokohama            | 5. H    | sztafeta 4 × 200 m | 1:27,22 |
| 2019    | Igrzyska panamerykańskie        | Lima                | 1.      | bieg na 200 m      | 20,27   |
| 2019    | Mistrzostwa świata              | Doha                | 3.      | bieg na 200 m      | 19,98   |
| 2021    | World Athletics Relays          | Chorzów             | 4.      | sztafeta 4 × 200 m | 1:24,89 |
| Źródło: |                                 |                     |         |                    |         |

## Rekordy życiowe
- bieg na 100 m – 10,09 (25 maja 2013, Medellín)
- bieg na 200 m – 19,87 (5 lipca 2019, Lozanna)
- bieg na 400 m – 46,28 (29 czerwca 2019, Braga)
- sztafeta 4 × 100 m – 39,13 (15 czerwca 2019, Soria)
- sztafeta 4 × 200 m – 1:24,89 (2 maja 2021, Chorzów)
- sztafeta 4 × 400 m – 3:09,48 (10 czerwca 2012, Barquisimeto)

Halowe
- bieg na 60 m – 6,66 (8 lutego 2019, Madryt)
- bieg na 200 m – 21,12 (2 lutego 2019, San Sebastián)

Źródło: 